# Branko Jelić
Branko Jelić (serbe : Бpaнкo Jeлић), (né le 5 mai 1977 à Čačak en ex-Yougoslavie) est un joueur de football serbe.

## Biographie
Jelic commence sa carrière dans sa Serbie natale avec le club de sa ville du FK Borac Čačak avant de rejoindre les géants de la capitale de l'Étoile rouge de Belgrade puis enfin le FK Vojvodina Novi Sad.
Il remporte le titre de meilleur buteur avec 21 buts en 2005 du championnat de Chine avec les Beijing Guoan. 
En Allemagne, Branko Jelic inscrit un doublé lors d'une victoire 2-0 contre l'Energie Cottbus contre le Bayern Munich le 15 mars 2008.
Au mois de mai, Jelic veut ensuite rejoindre l'Australie en A-League du côté du Perth Glory FC lors de la saison 2009/10. Le 18 mai le club confirme qu'il s'est entretenu avec le club de Bundesliga de Cottbus pour un contrat de trois ans.

## Palmarès
Individuel :
- Meilleur buteur de la Chinese Super League : 2004-2005 avec Beijing Guoan - 21 buts